# Arda Kızıldağ
Arda Kızıldağ (Ankara, 15 ottobre 1998) è un calciatore turco, difensore del Gaziantep.

## Caratteristiche tecniche
È un difensore centrale.

## Carriera
Cresciuto nel settore giovanile del Gençlerbirliği, nel 2017 viene ceduto in prestito in terza divisione all'Hacettepe, dove debutta il 20 settembre in occasione dell'incontro di Türkiye Kupası perso 2-1 contro l'Altındağ SK; al termine della stagione il prestito viene confermato per un'ulteriore annata, dove realizza la sua prima rete nel pareggio esterno per 2-2 contro il Niğde Anadolu.
Rientrato al club rossonero, il 26 agosto 2019 fa il suo esordio in Süper Lig nella trasferta persa 4-1 contro il Gaziantep.

## Statistiche
Statistiche aggiornate all'8 febbraio 2025

### Presenze e reti nei club
| Stagione              | Squadra               | Campionato            | Campionato | Campionato | Coppe nazionali | Coppe nazionali | Coppe nazionali | Coppe continentali | Coppe continentali | Coppe continentali | Altre coppe | Altre coppe | Altre coppe | Totale | Totale | Totale |
| Stagione              | Squadra               | Comp                  | Pres       | Reti       | Comp            | Pres            | Reti            | Comp               | Pres               | Reti               | Comp        | Pres        | Reti        | Pres   | Reti   |        |
| --------------------- | --------------------- | --------------------- | ---------- | ---------- | --------------- | --------------- | --------------- | ------------------ | ------------------ | ------------------ | ----------- | ----------- | ----------- | ------ | ------ | ------ |
| 2017-2018             | Hacettepe             | 2L                    | 8          | 0          | CT              | 1               | 0               |                    | -                  | -                  |             | -           | -           | 9      | 0      |        |
| 2018-2019             | Hacettepe             | 2L                    | 27         | 1          | CT              | 1               | 0               |                    | -                  | -                  |             | -           | -           | 28     | 1      |        |
| Totale Hacettepe      | Totale Hacettepe      | Totale Hacettepe      | 35         | 1          |                 | 2               | 0               |                    | -                  | -                  |             | -           | -           | 37     | 1      |        |
| 2019-2020             | Gençlerbirliği        | SL                    | 3          | 0          | CT              | 2               | 0               |                    | -                  | -                  |             | -           | -           | 5      | 0      |        |
| 2020-2021             | Gençlerbirliği        | SL                    | 31         | 1          | CT              | 1               | 0               |                    | -                  | -                  |             | -           | -           | 32     | 1      |        |
| 2021-2022             | Gençlerbirliği        | 1L                    | 25         | 1          |                 | -               | -               |                    | -                  | -                  |             | -           | -           | 25     | 1      |        |
| Totale Gençlerbirliği | Totale Gençlerbirliği | Totale Gençlerbirliği | 59         | 2          |                 | 3               | 0               |                    | -                  | -                  |             | -           | -           | 62     | 2      |        |
| 2022-feb. 2023        | Gaziantep             | SL                    | 8          | 1          | CT              | 1               | 0               |                    | -                  | -                  |             | -           | -           | 9      | 1      |        |
| feb.-giu. 2023        | Ankaragücü            | SL                    | 7          | 0          | CT              | 2               | 0               |                    | -                  | -                  |             | -           | -           | 9      | 0      |        |
| 2023-2024             | Gaziantep             | SL                    | 29         | 4          | CT              | 2               | 1               |                    | -                  | -                  |             | -           | -           | 31     | 5      |        |
| 2024-2025             | Gaziantep             | SL                    | 16         | 0          | CT              | 0               | 0               |                    | -                  | -                  |             | -           | -           | 16     | 0      |        |
| Totale Gaziantep      | Totale Gaziantep      | Totale Gaziantep      | 53         | 5          |                 | 3               | 1               |                    | -                  | -                  |             | -           | -           | 56     | 6      |        |
| Totale carriera       | Totale carriera       | Totale carriera       | 144        | 8          |                 | 10              | 1               |                    | -                  | -                  |             | -           | -           | 154    | 9      |        |